# ضرعاء منتشرة
ضرعاء منتشرة (الاسم العلمي:Mammillaria prolifera) هي نوع من النباتات يتبع جنس الضرعاء من الفصيلة الصبارية.